# Буди от Бамян
Будите от Бамян (на персийски: بت های باميان) са две вече разрушени статуи на Буда от VІ век.
Били са издялани в масивна скала в долината Бамян в Централен Афганистан като част от комплекс будистки манастири. Намират се на около 2500 m надморска височина и на разстояние около 180 km северозападно от Кабул. Работата по издълбаването на по-малката (източната) статуя с височина 38 m започва през 507 г. и завършва 570 г. По-голямата (западната) статуя с височина 55 m е създадена 554 - 618 г.., статуите представят класическия смесен стил на Гандхарското изкуство..
Телата на статуите са издялани направо от скалата, която е пясъчник, докато детайлите са били моделирани от глина, смесена със слама и покрити с хоросан. Покритието, което твърде отдавна е паднало, е било оцветено, за да засили изразителността на лицата, ръцете и гънките на робата; по-голямата статуя е била оцветена в карминено червено, а по-малката с много цветове. 
Долната част на ръцете на статуите е била направена от споменатата смес от кал и слама, поддържана от дървена арматура. Смята се, че горната част на лицата са представлявали големи дървени маски или отливки. Редовете от дупки, които могат да се забележат на снимките, са били за дървени клинове, поддържащи замазката от хоросан.
Статуите са взривени с динамит и доразрушени от талибаните през март 2001 г. по заповед на техния лидер молла Мохамед Омар след декларация на талибанското правителство, че това са идоли. Пратеник, посетил САЩ през следващите седмици обяснява това действие като протест срещу международната помощ за поддръжка на статуите, докато Афганистан изпитва глад. В същото време външното министерство твърди, че това разрушение е просто резултат на ислямското иконоборство. Международният отзвук е на категорично осъждане на този акт и през следващите години той е разглеждан като пример за изключителната религиозна нетолерантност на талибаните. Япония, Швейцария и други държави набират дарения за препострояване на статуите.
През 2003 година Будите от Бамян са включени в Списъка на световното наследство на ЮНЕСКО, като част от комплексния обект Културен ландшафт и археологични останки в Бамиянската долина.

## История
Град Бамян се намира на пътя на коприната, преминаващ през долината Бамян в планината Хиндукуш. Коприненият път е историческият маршрут на керваните и свързвал китайските пазари с тези на западния свят. На това място имало няколко будистки манастира и било проспериращ център за религия, философия и изкуства. Монасите обитавали малки отшелнически пещери, изсечени в скалите на Бамян. Много от тях били украсили килиите си с будистки статуи и изкусни фрески в ярки цветове. Тук е процъфтявал будизмът от 2 век до инвазията на исляма през втората половиа на 7 век. През 9 век, вече напълно завоюван от мюсюлманите Сафариди, Бамян споделя културата на Гандхара.

### Историческо свидетелство
Китайският будистки поклоник Сюен Дзан посещава мястото на 30 април 630 година, и описва Бамян в „Записки за великите пътешествия в епохата Танг“ като процъфтяващ център на будизма с повече от десет манастира и повече от хиляда монаси. Той отбелязва също двете фигури на Буда, украсени със злато и скъпоценни камъни. Твърде интересно той споменава и трета дори още по-голяма лежаща статуя на Буда. Монументални статуи на седящия Буда Майтрея в подобен мащаб и стил могат да се видят в скалите край храма Бинглинг в Китай в провинция Гансу.

## Атаки върху статуите

### 11-и – 20 век
През 1221 г. пристигането на Чингис хан е ужасна катастрофа за Бамян макар че статуите са пощадени. По-късно могулският император Аурангзеб се опитва с помощта на тежка артилерия да унищожи статуите. По-късни опити да бъдат унищожени Будите от Бамян предприема персийският шах Надер Афшар, насочвайки оръдеен огън върху тях.
Местните хора наричали по-голямата статуя Салсал („светлината пронизва вселената“) и я смятали за мъжка, а съответно по-малката смятали за женска и я наричали Шамама („кралицата майка“) , като продължавали да палят въображението на ислямските писатели от по-късните векове. В турски средновековни предания по-голямата статуя се появява като злобният гигант Салсал.
Афганският крал Абдур Рахман Кан разрушава лицето му по време на военна операция срещу въстанието на шиитския народ Хазара. Французин на име Дюро рисува статуите през 1847.

### 21 век
Съвременното пълно разрушаване на стауите започва март 2001 г. и отнема няколко седмици, като се провежда на етапи. Отначало статуите са обстрелвани с противосамолетни оръжия и артилерия. Това нанася жестоки поражения, но не унищожава статуите. По това време талибанският министър на информацията се оплаква, че „разрушаването им не е толкова лесно, колкото хората си мислят. Статуите не могат да бъдат съборени просто чрез обстрелване, защото са изсечени от скалата и са здраво свързани а планината“. След това талибаните поставят противотанкови мини в дъното на нишите.
На 6 март 2001 молла Мохамед казва пред „Таймс“ „Мюсюманите трядва да се гордеят с разрушаването на идолите. Това, че ги съборихме е възхвала на Аллах." . На 13 март в интервю за японския Майничи Шимбун външният министър на Афганистан Уакил Ахмад Мутавакел твърди, че разрушаването не е нищо друго освен отмъщение срещу международната общност заради икономическите санкции. „Ние разрушаваме статуите съгласно с ислямските закони и това е изцяло религиозен въпрос.“

## Решение за повторно построяване
Макар двете фигури да са напълно унищожени техните контури и някои от особеностите им все още личат в нишите. Също така все още е възможно посетителите да видят монашеските килии и свързващите ги пасажи. След края на войната с талибаните започват международните усилия за повторно изграждане на статуите и тук са включени правителството на Япония, различни организации като афганистанския институт в Будендорф, Швейцария заедно с техническия Университет в Цюрих (Eidgenössische Technische Hochschule Zürich). Най-вероятно това ще се направи чрез анастилоза на двете Буда статуи.